# Questi fantasmi (film 1954)
Questi fantasmi è un film commedia italiano del 1954, scritto e diretto da Eduardo De Filippo.

## Trama
Pasquale e Maria sono due napoletani che vanno a vivere in un antico palazzo dove si crede vi siano fantasmi.